# Coelogyne raizadae
Coelogyne raizadae là một loài thực vật có hoa trong họ Lan. Loài này được S.K.Jain & S.Das mô tả khoa học đầu tiên năm 1978.